# Borisav Stanković
Borisav Bora Stanković (Борисав Бора Станковић; Vranje, 31 marzo 1876 – Belgrado, 22 ottobre 1927) è stato uno scrittore serbo.

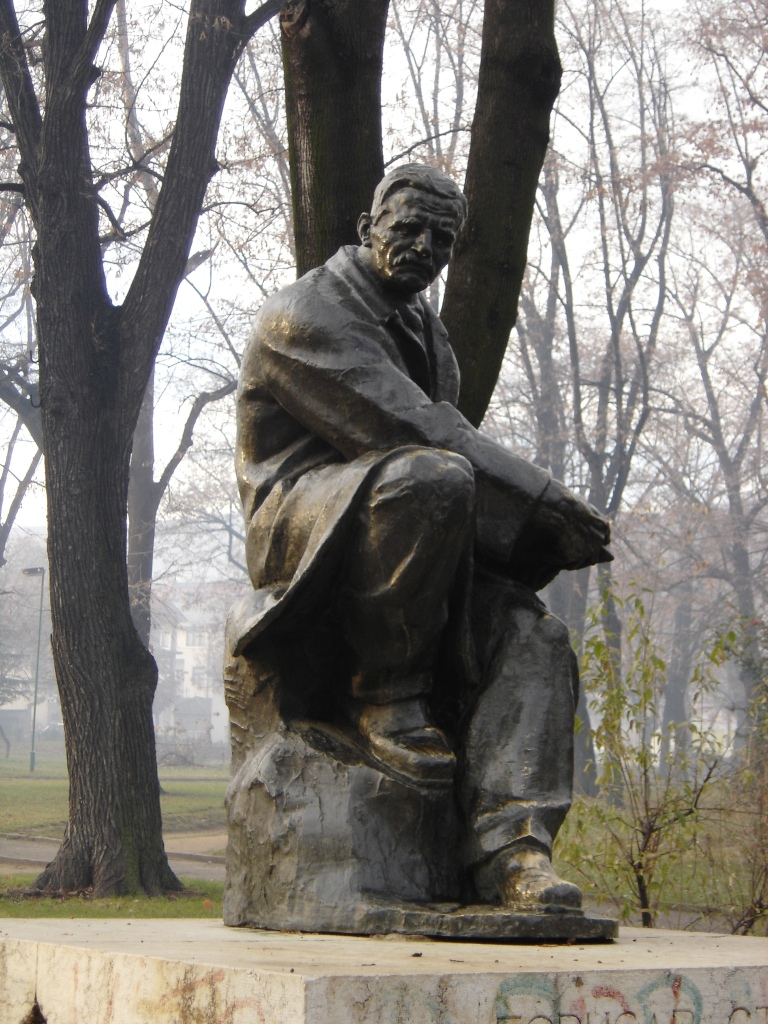

Ambientò numerosi romanzi a Vranje, descrivendo le figure dei suoi tempi, afflitte dalle necessità economiche e morali, sullo sfondo della crisi economica della Bosnia appena divenuta indipendente.
La sua opera principale fu il romanzo Sangue impuro (in serbo: Нечиста крв Nečista krv), pubblicato nel 1910, avveniristica opera sulla condizione femminile di inizio '900.